# Gare de Houdan
La gare de Houdan est une gare ferroviaire française de la ligne de Saint-Cyr à Surdon, située sur le territoire de la commune de Houdan, dans le département des Yvelines, en région Île-de-France.
C'est une gare de la Société nationale des chemins de fer français (SNCF) desservie par les trains de la ligne N du Transilien (réseau Paris-Montparnasse).

## Situation ferroviaire
Établie à 104 m d'altitude, la gare de Houdan est située au point kilométrique (PK) 62,049 de la ligne de Saint-Cyr à Surdon, entre les gares de Tacoignières - Richebourg et de Marchezais - Broué.
Elle est la dernière gare du réseau Transilien Paris Rive-Gauche sur la ligne commerciale Paris-Montparnasse - Dreux à être en région Île-de-France, marquant la limite de validité de la tarification d'Île-de-France Mobilités (IDFM)

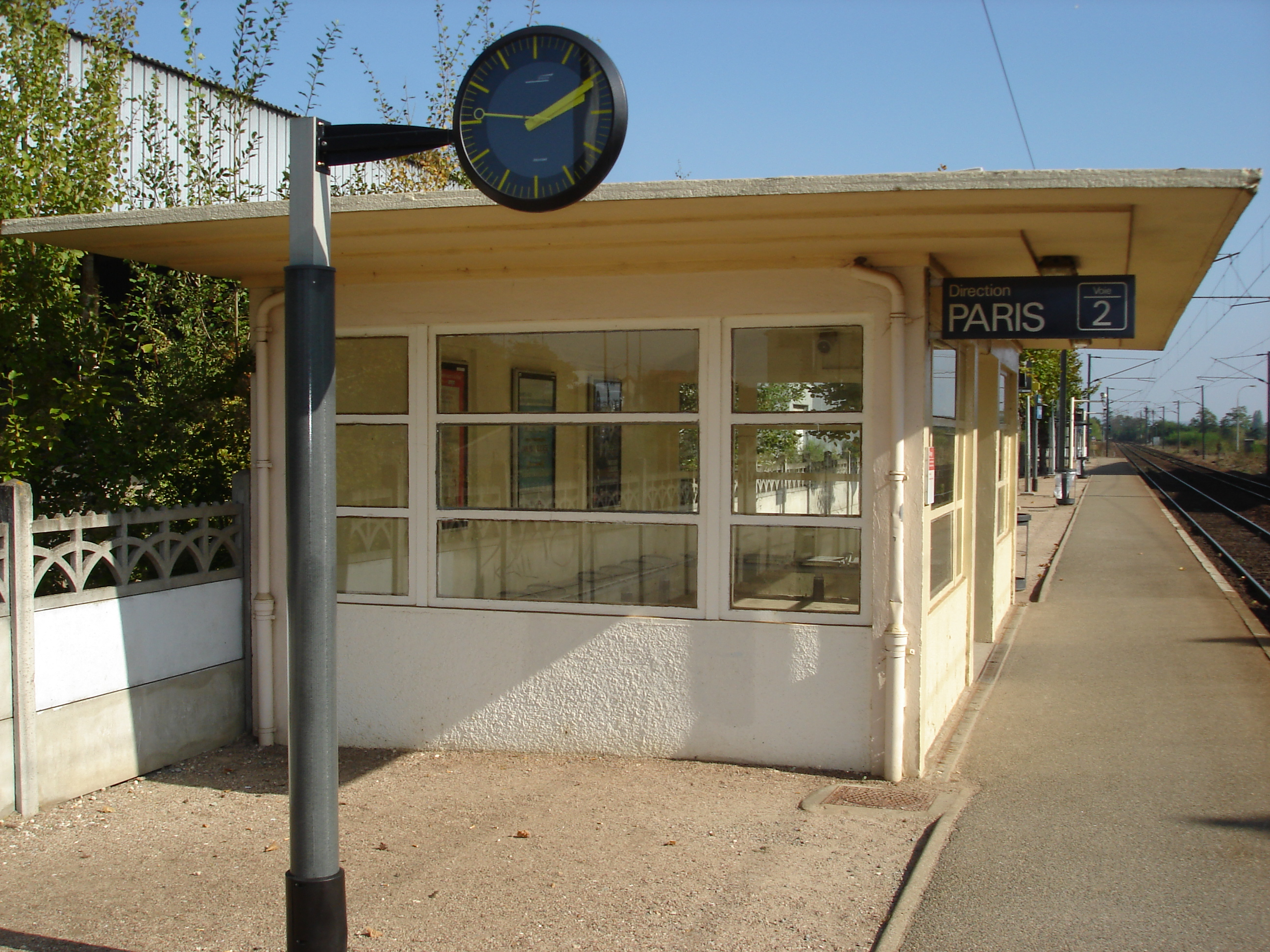
Abri pour voyageurs.

## Histoire
Elle a été mise en service le 15 juin 1864 avec l'ouverture de la section entre la gare de Saint-Cyr et celle de Dreux.
Le 14 juin 2007, la gare a été fermée au service Fret SNCF.
Du 27 juin au 16 octobre 2016, le bâtiment voyageurs est fermé pour une rénovation complète. De janvier à août 2017, ont eu lieu des travaux de rénovation de tous les revêtements, avec mise en place de bandes de guidage et de nouveaux systèmes d’éclairage ainsi qu'un rehaussement des quais.
En 2020, la SNCF estime la fréquentation annuelle de la gare à 434 862 voyageurs contre 809 939 en 2019 et 878 035 en 2018.

## Service des voyageurs

### Accueil
Gare SNCF, elle dispose d'un bâtiment voyageurs avec guichet, d'automate Transilien, d'automate Grandes lignes, du système d'information sur les circulations des trains en temps réel, d'ascenseurs, boucles magnétiques pour personnes malentendantes, de toilettes et de Wi-Fi.
Elle est équipée de deux quais latéraux : le quai 1 dispose d'une longueur utile de 239 m pour la voie 1 et le quai 2 d'une longueur utile de 260 m pour la voie 2. Le changement de quai se fait par un passage souterrain.

### Desserte
En 2021, la gare est desservie par des trains de la ligne N du Transilien (branche Paris - Dreux), à raison d'un train toutes les heures, sauf aux heures de pointe où la fréquence est d'un train toutes les 30 minutes.
Le temps de trajet est d'environ 15 minutes depuis Dreux et 52 minutes depuis Paris-Montparnasse.

### Intermodalité
La gare est desservie par les lignes 5209, Express 5265, 5367 7806 et 7817 du réseau de bus Centre et Sud Yvelines, par la ligne 87 du réseau Rémi 28 et par le service de transport à la demande « TàD Houdan - Monfort ». Un parc pour les deux roues et un parking pour les véhicules y sont aménagés. Il y a plusieurs parkings payants d'une capacité totale d’environ 600 places.

## Galerie de photographies

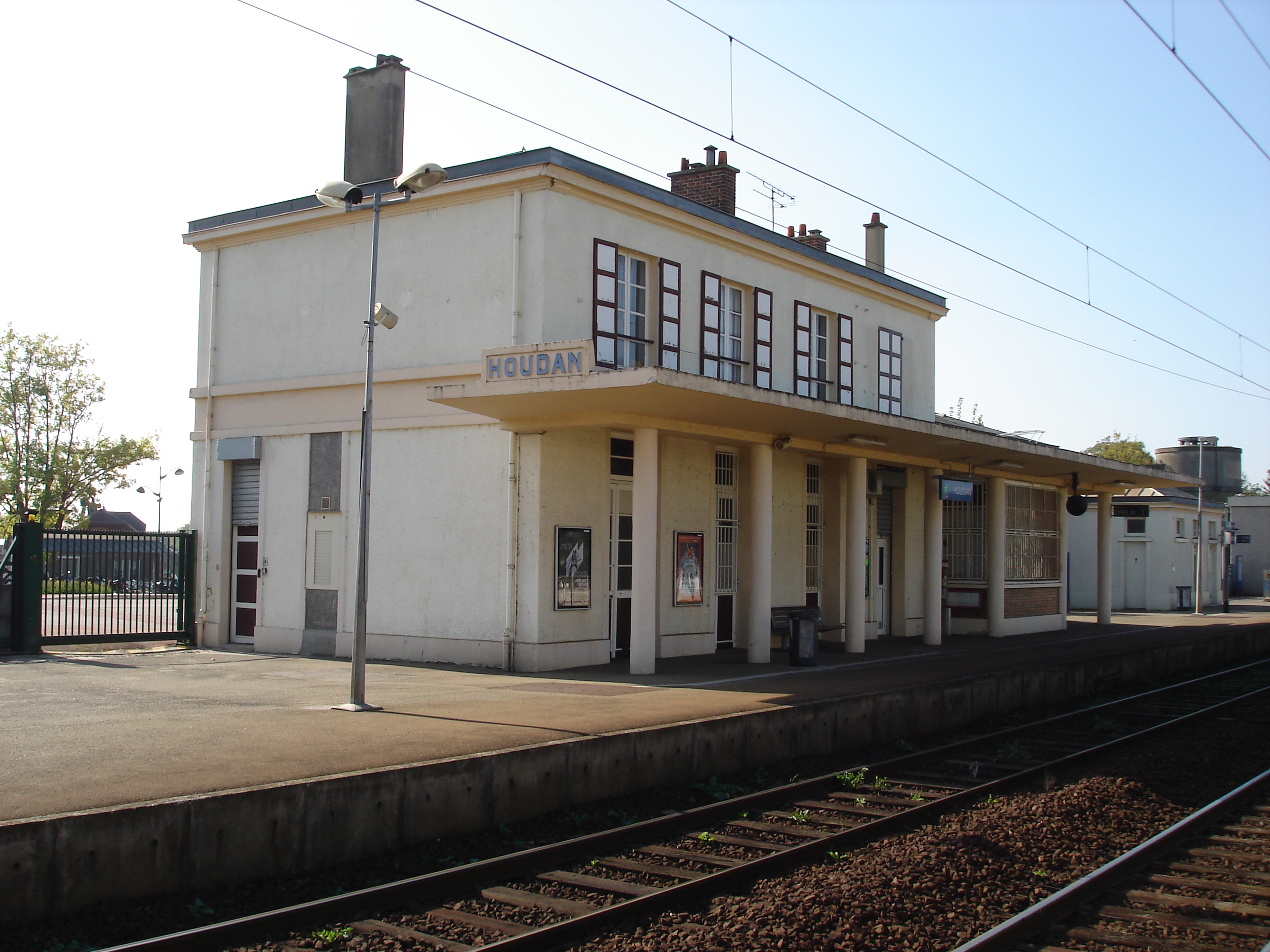
Le bâtiment voyageurs.
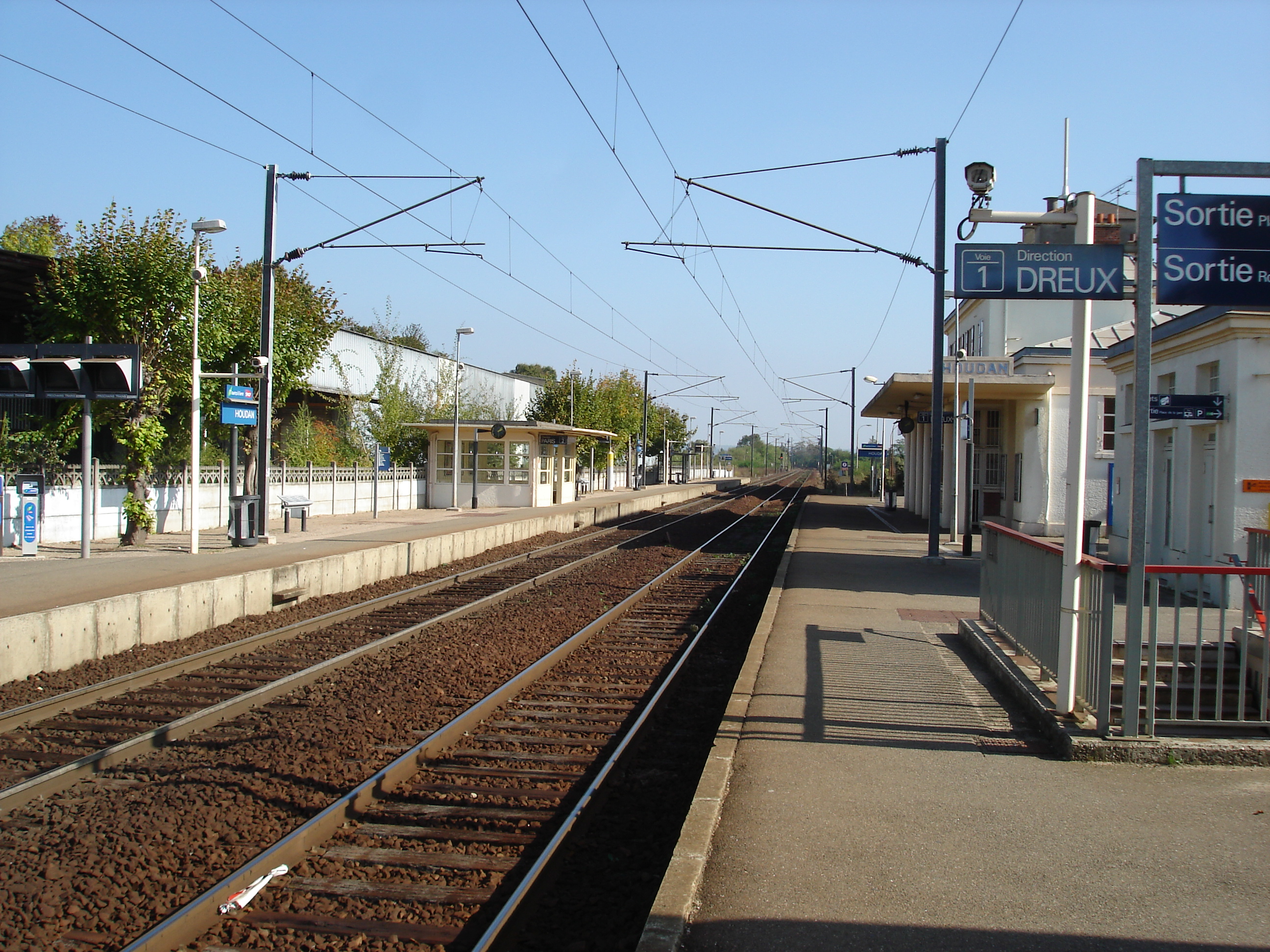
Vue vers Paris.
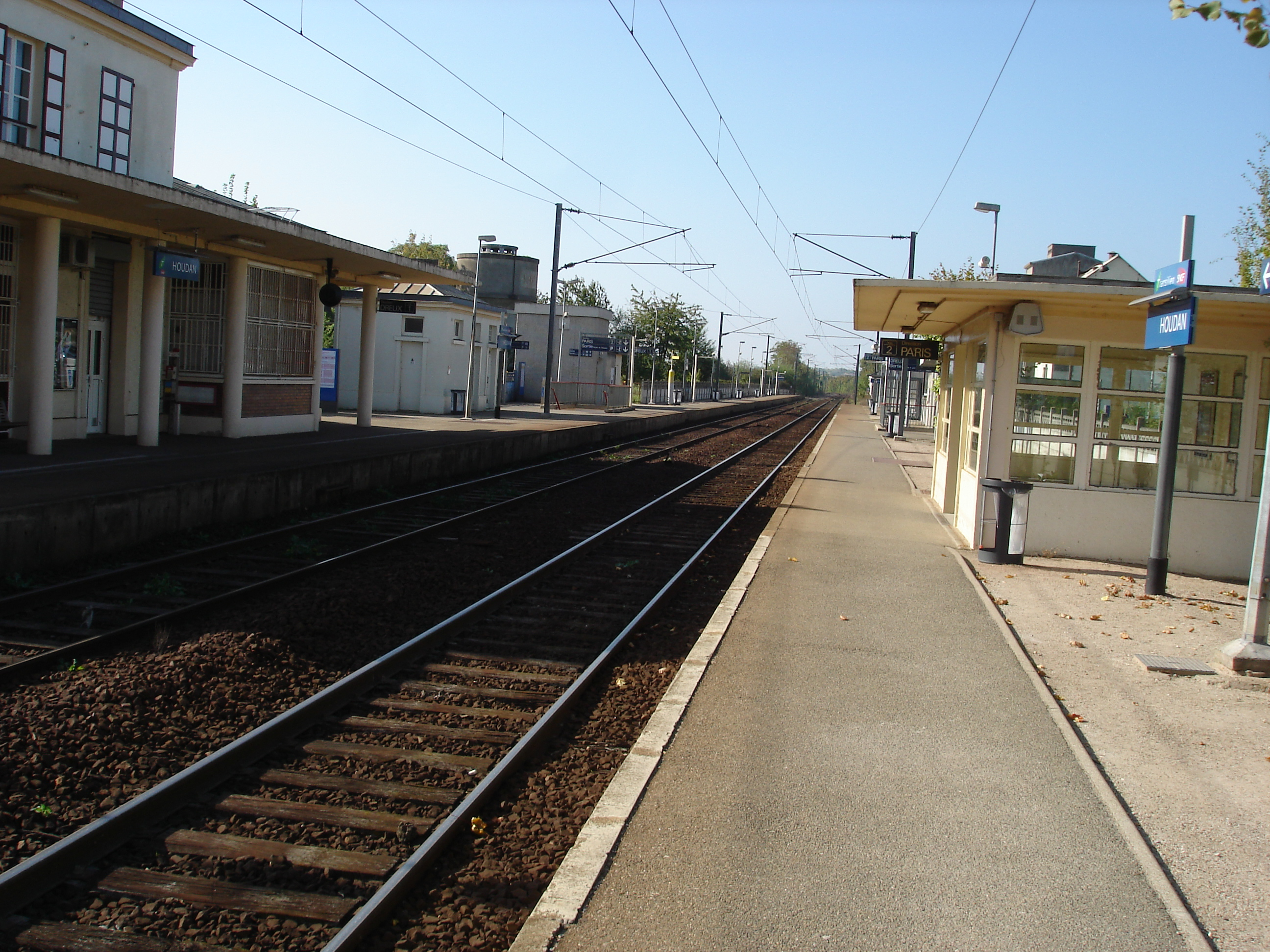
Vue générale de la gare.
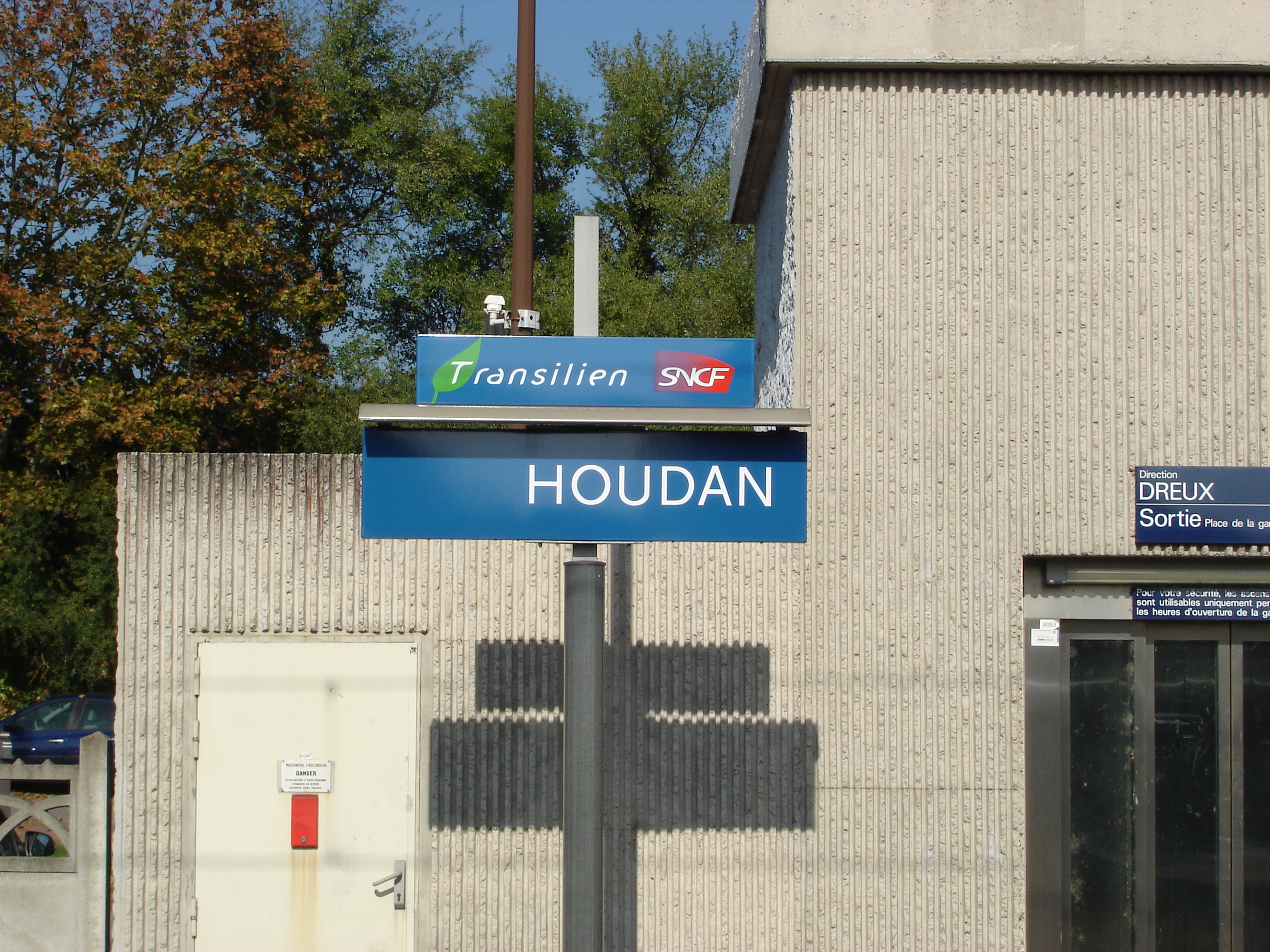
Panneau indiquant le nom de la gare.
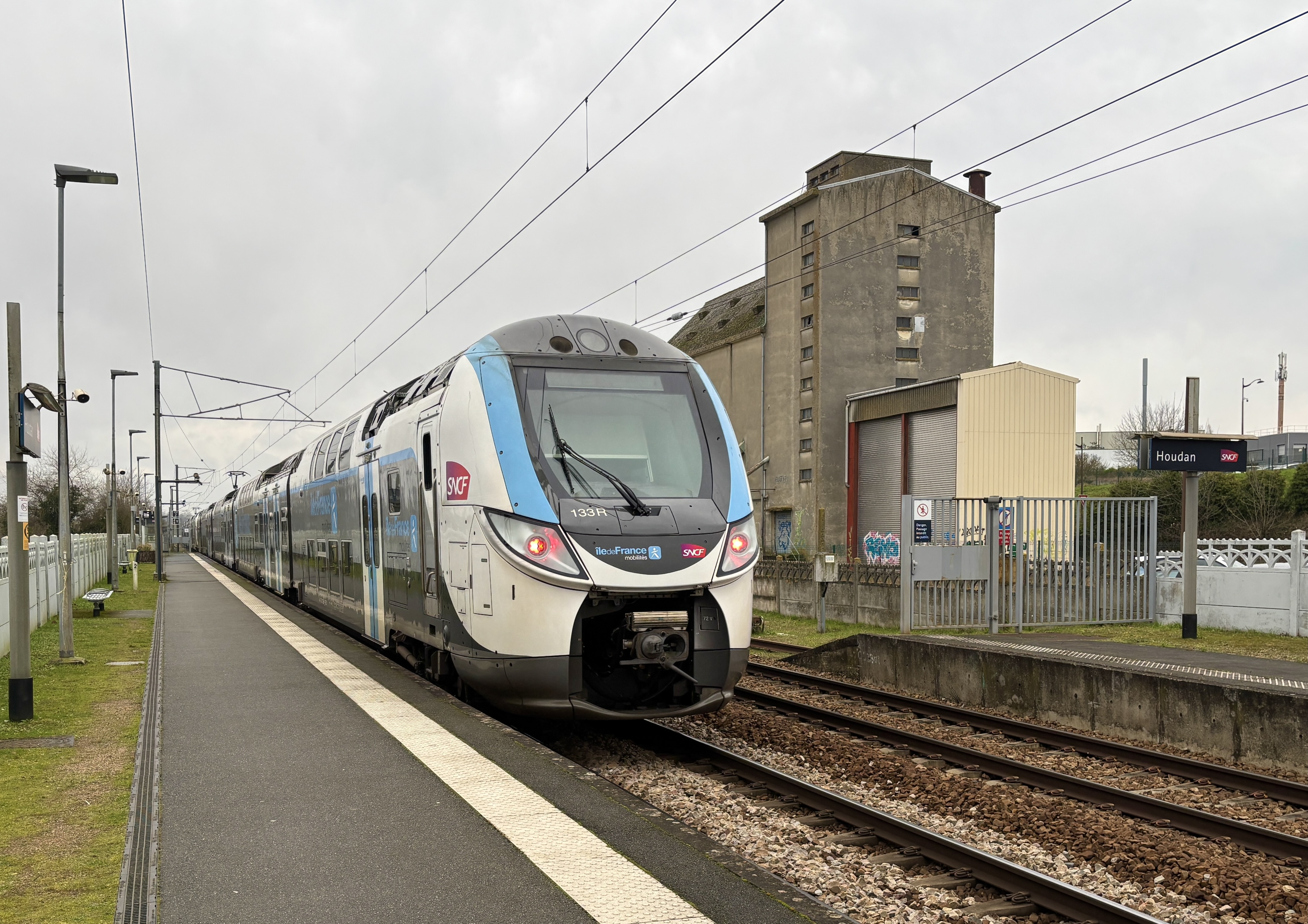
Une rame quittant la gare.